# Всесвіт Гоуді
Всесвіт Гоуді або розв'язок Гоуді — розв'язок рівняння Ейнштейна у загальній теорії відносності, який описує Всесвіт, що розширюється, заповнений регулярним візерунком гравітаційних хвиль. Всесвіти Гоуді є зручними тестовими прикладами для дослідження динаміки загальної теорії відносності. Завдяки своїй достатній простоті для аналізу та здатності допускати гравітаційні хвилі довільної довжини, вони дають змогу отримати уявлення про динаміку в загальній теорії відносності, яке неможливо отримати з однорідних космологічних моделей.